# Mahurea
Mahurea là một chi thực vật có hoa trong họ Calophyllaceae.

## Loài
Chi Mahurea gồm các loài: